# Les Chenapans
Pour plus de détails, voir Fiche technique et Distribution.
Les Chenapans (The Little Rascals), ou Les Petits Garnements au Québec, est un film américain réalisé par Penelope Spheeris sorti en 1994. Un remake est sorti en 2014.

## Synopsis
Le "He-Man Womun Haters" est un club formé par d'inséparables enfants. Rien ne pourra venir semer le trouble au sein de cette troupe pas comme les autres. Jusqu'au jour où l'un d'eux, Alfalfa, tombe sous le charme de la belle Darla.

## Fiche technique
- Titre français : Les Chenapans
- Titre original : The Little Rascals
- Titre québécois : Les Petits Garnements
- Réalisation : Penelope Spheeris
- Scénario : Paul Guay, Stephen Mazur et Penelope Spheeris
- Musique : William Ross
- Photographie : Richard Bowen
- Montage : Ross Albert et Peter Teschner (en)
- Production : Bill Oakes et Michael King
- Sociétés de production : Universal Pictures, King World Entertainment et Amblin Entertainment
- Société de distribution : Universal Pictures
- Pays de production :  États-Unis
- Langue originale : anglais
- Format : couleur - DTS - 35 mm - 1.85:1
- Genre : comédie
- Durée : 82 min
- Dates de sorties :
  - États-Unis : 5 août 1994
  - France : 22 février 1995
- Box-office : 67 308 282 $ (dont 52 125 282 $ aux États-Unis).

## Distribution
- Bug Hall (VF : Donald Reignoux) : Alfalfa
- Travis Tedford (VF : Adrien Prigent) : Spanky
- Brittany Ashton Holmes (VF : Kelly Marot) : Darla
- Kevin Jamal Woods (VF : Barbara Tissier) : Stymie
- Ross Elliot Bagley : Buckwheat
- Zachary Mabry (VF : Hervé Grull) : Porky
- Blake McIver Ewing (VF : Christophe Lemoine (voix parlée) et Alexis Tomassian (voix chantée)) : Waldo Alocius Johnston III
- Jordan Warkol : Billy « Froggy » (acteur doublé par Elizabeth Daily dans la version originale)
- Sam Saletta : Butch
- Blake Jeremy Collins : Woim
- Courtland Mead (VF : Sarah Marot) : Henry « Hun-hun »
- Juliette Brewer (VF : Adeline Chetail) : Mary Ann
- Lea Thompson : Mme Roberts
- Daryl Hannah (VF : Michèle Buzynski)[réf. nécessaire] : Mme Crabtree
- Mel Brooks (VF : Serge Lhorca) : M. Welling
- Whoopi Goldberg (VF : Maïk Darah) : la mère de Buckwheat
- Reba McEntire (VF : Anne Rondeleux) : A. J. Ferguson
- Greg Germann : le père de Waldo
- Alexandra Monroe King (VF : Kelly Marot) : une amie de Darla
- Ashley Olsen et Mary-Kate Olsen (VF : Kelly Marot) : les jumelles